# 梅乌日河
梅乌日河（法語：Méouge，法語發音：[meuʒ]）是法国德龙省与上阿尔卑斯省的河流，是比埃什河的右支流，长39.6千米。